# Kleine duinvezelkop
De kleine duinvezelkop (Inocybe vulpinella) is een schimmel behorend tot de familie Inocybaceae. Hij komt voor (kruip)wilg (Salix repens), soms bij populier, op vochtig, kalkrijk zand. Belangrijk determinatie kenmerk is de berijping over de gehele lengte van de steel. Onder de microscoop zijn er over de gehele lengte van de steel caulocystidia te vinden.

## Kenmerken

### Uiterlijke kenmerken
Hoed
De hoed heeft een diameter van 12 tot 40 mm. De vorm is klokvormig tot gewelfd met of zonder umbo. De kleur is bruin met een donkerbruin centrum. De rand is meer oranjebruin of okerkleurig. De structuur is schubbig-vezelig, met een schubbig, centrum. In het begin draagt hij een velipellis waar het zand aan blijft hangen.
Lamellen
De lamellen zijn grijzig bruin en later donker bruin. Ze staan matig dicht bij elkaar en zijn grijzig in het centrum.
Steel
De steel is 3-5 cm lang en 4-6 mm dik. Naar de steelbasis bruin, met een witte, (bijna) gerande knolvoet met een diameter van tot 10 mm. Hij is berijpt over de hele steel lengte. Het vlees is bleek.
Geur en smaak
De geur is onbeduidend.

### Microscopische kenmerken
De sporen zijn glad tot iets hoekig. De vorm is ellipsoïde tot langwerpig-ellipsoïde of sub-cilindrisch. De sporen hebben een oranje getinte endospore. De sporenmaat is 12-18 (18,5) × 7-9 (-9,5) µm (M. Noordeloos). Het Q getal ligt tussen 1,5 tot 2,2 en Q gem tussen 1,6 en 1,9. De basidia meten 29 tot 35 × 12 tot 17 µm. Ze zijn normaal 4-sporig, maar regelmatig ook 2-sporig. De cheilocystidia, pleurocystidia en caulocystidia zijn allen dikwandig met een wand tot 5 µm dikte en hebben kristallen aan de top. De cystidia op de lamellen zijn meestal dikwandig, geel en flesvormig-spindelvormig en meten 45 tot 80 × 14 tot 26 µm met 5 µm wanddikte. De pleurocystidia meten 40 tot 66 × 12,5 tot 25 µm en zijn spoelvormig. De cheilocystidia meten 32 tot 68 × 15 tot 25 µm.

## Verspreiding
In Nederland komt hij matig algemeen voor. Ze komen voor in de grijze duinen soms in kaal zand tussen mossen. Hij staat op de rode lijst in de categorie 'Kwetsbaar'.